# Telosentis molini
Telosentis molini is een soort in de taxonomische indeling van de Acanthocephala (haakwormen). De worm wordt meestal 1 tot 2 cm lang. Ze komen algemeen voor in het maag-darmstelsel van ongewervelden, vissen, amfibieën, vogels en zoogdieren.
De haakworm komt uit het geslacht Telosentis en behoort tot de familie Illiosentidae. Telosentis molini werd in 1923 beschreven door Harley Jones Van Cleave.